# Saint-Michel-en-Brenne
 Saint-Michel-en-Brenne  es una población y comuna francesa, en la región de  Centro, departamento de Indre, en el distrito de Le Blanc y cantón de Mézières-en-Brenne.

## Demografía
| 492 | 449 | 413 | 401 | 346 | 308 |
| Para los censos de 1962 a 1999 la población legal corresponde a la población sin duplicidades (Fuente: INSEE [Consultar]) |     |     |     |     |     |